# Birgit Cramon Daiber

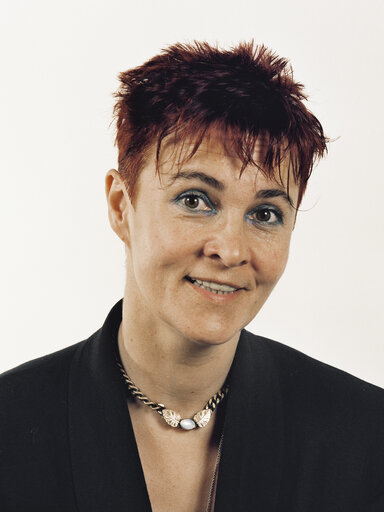
Birgit Cramon Daiber

Birgit Cramon Daiber (* 22. August 1944 in Ebingen) ist eine ehemalige deutsche Politikerin (Die Linke, bis 1999 Bündnis 90/Die Grünen) und Lehrerin. Sie war von 1989 bis 1994 Mitglied des Europäischen Parlaments.

## Leben und Beruf
Cramon Daiber studierte Lehramt an der Johann Wolfgang Goethe-Universität Frankfurt am Main und schloss das Studium als Diplom-Pädagogin ab. Bis 1989 arbeitete sie als Forscherin an der Technischen Universität Berlin und veröffentlichte wissenschaftliche Publikationen über Feminismus sowie zu ökologischen und technischen Innovationen. Sie war Direktorin des Goldrausch Frauennetzwerkes.
Nach ihrer Zeit als Abgeordnete arbeitete sie als Expertin für die EU-Kommission und leitete ab 2008 das von ihr aufgebaute Brüsseler Büro der Rosa-Luxemburg-Stiftung.

## Politik
Cramon Daiber war in der Berliner Alternativ- und Frauenbewegung aktiv und trat der Alternativen Liste für Demokratie und Umweltschutz (AL) bei, einer selbstständigen Partei, die zunächst nur inoffiziell die Aufgaben eines Landesverbandes der Grünen in West-Berlin übernahm. Im Mai 1993 fusionierten AL und Bündnis 90 zum Grünen-Landesverband Berlin.
Für die AL wurde sie bei der Europawahl 1989 vom Berliner Abgeordnetenhaus als eine von drei West-Berliner Abgeordneten in das Europäische Parlament gewählt. Dort war sie Mitglied der Grünen-Fraktion und ab 1992 stellvertretende Fraktionsvorsitzende. Außerdem war sie Mitglied im Ausschuss für soziale Angelegenheiten, Beschäftigung und Arbeitsumwelt sowie der Delegation für die Beziehungen zu den Republiken der Gemeinschaft Unabhängiger Staaten. Zur Europawahl 1994 sollte Cramon Daiber auf Listenplatz 9 der Grünen-Bundesliste kandidieren, was zum erneuten Einzug gereicht hätte, jedoch scheiterte die Kandidatur an einem Formfehler bei der Einreichung ihrer persönlichen Wahlunterlagen.
Im Jahr 1999 verließ sie die Grünen und trat der PDS bei.

## Publikationen (Auswahl)
- Wilde Rede an Europa: Europa ist nicht, was es war; Europa ist nicht, was es sein will. Existiert Europa? Edition Lit. Europe, Berlin 1994, ISBN 978-3-930126-02-6.
- Europa mi amor: Reisenotizen einer professionellen Europäerin. Inselpresse Lindwerder, Berlin 2008, ISBN 978-3-939188-06-3.
- als Herausgeberin:Von Revolution bis Koalition: Linke Parteien in Europa. Rosa-Luxemburg-Stiftung. Karl Dietz Verlag Berlin, 2010, ISBN 978-3-320-02240-2.
- Europas Krise im Kontext der Weltkrisen. WeltTrends, Potsdam 2012, ISBN 978-3-941880-45-0.
- Und sie bewegt sich doch...: progressive soziale Bewegungen, die EU und die UNO. AG-SPAK Bücher, Neu-Ulm 2016, ISBN 978-3-945959-05-3.